# Bischofsring

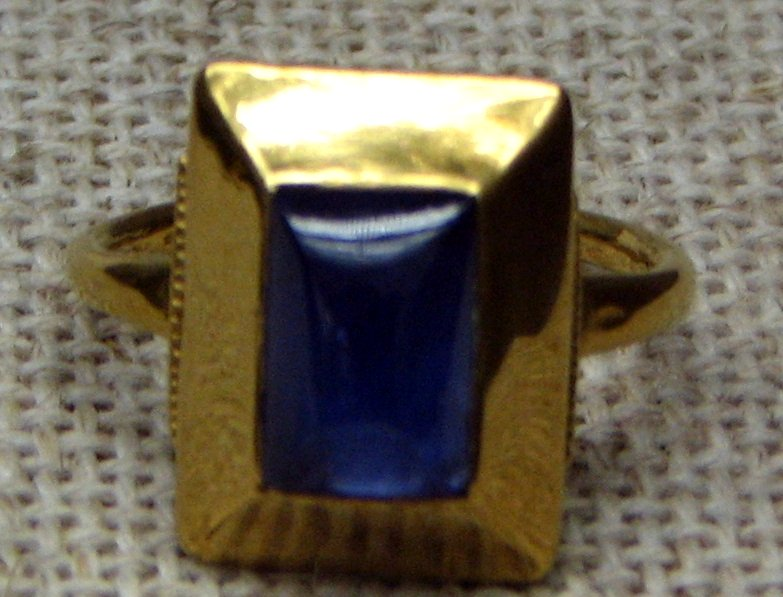
Bischofsring des Erzbischofs Albero von Montreuil (1131–1152)

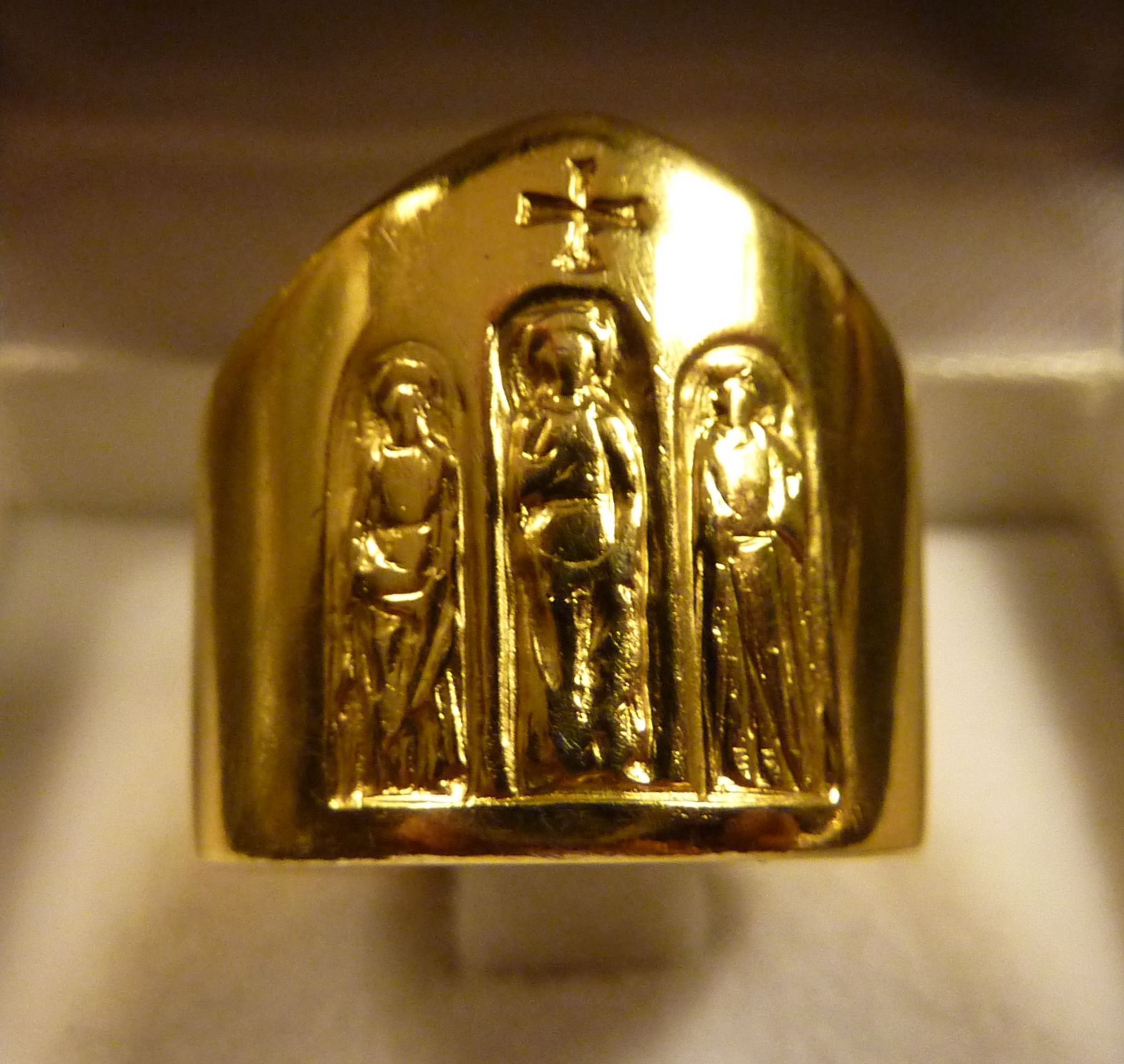
„Konzilsring“, wie ihn Papst Paul VI. am Ende des Zweiten Vatikanischen Konzils 1965 allen teilnehmenden Bischöfen schenkte

Der Bischofsring (lateinisch anulus pontificalis) zählt zu den Insignien und Pontifikalien der Bischöfe und der Äbte in der römisch-katholischen Kirche, wird aber auch von lutherischen Bischöfen getragen. Er ist in der Regel golden und mit Edelsteinen besetzt, kann aber auch anders gestaltet sein. Er wird mit den Worten „Nimm den Ring, das Siegel der Treue, damit du Gottes heilige Braut, die Kirche, geschmückt durch unwandelbare Treue, unverletzt behütest“ bei der Bischofsweihe oder der Abtsbenediktion angesteckt. Kardinäle tragen den Kardinalsring, der Papst trägt den Fischerring.
Der Bischofsring ist das Zeichen der Bindung des Bischofs an seine Diözese oder des Abtes an seine Gemeinschaft, so wie der Ehering als Symbol die dauernde Bindung der Ehepartner symbolisiert. Der Ring erscheint mit dem Stab erstmals bei Isidor von Sevilla in seinem Werk De ecclesiasticis officiis (II,5) und beim Konzil von Toledo im Jahre 633 (can. 28). Seit dem Jahr 1000 wird der Ring von Bischöfen und Äbten getragen.

## Beispiele
- Alhstans Ring